# Alchemilla glabra
Alchemilla glabra é uma espécie de rosácea do gênero Alchemilla, pertencente à família Rosaceae.